# Lennart Back
Torsten Lennart Back (* 28. Mai 1933 in Färgelanda; † 1. August 2022 in Uddevalla) war ein schwedischer Geher.
Bei den Europameisterschaften 1958 gewann Lennart Back in der Zeit von 1:35:22 Stunden die Bronzemedaille im 20-km-Gehen hinter dem Briten Stan Vickers und Leonid Spirin aus der Sowjetunion. Back hatte über zwei Minuten Rückstand auf Vickers. Zwei Jahre später erreichte Back bei den Olympischen Spielen 1960 in 1:37:17 Stunden den sechsten Platz; auf Vickers, der die Bronzemedaille gewann, hatte er abermals über zwei Minuten Rückstand. Bei seinen dritten großen internationalen Meisterschaften, den Europameisterschaften 1962, belegte er in 1:38:16 Stunden den fünften Platz mit unter zwei Minuten Rückstand auf den Gewinner der Bronzemedaille, Wolodymyr Holubnytschyj aus der UdSSR.
Der 1,80 Meter große Back ging 1962 seine Bestleistung von 1:31:13 Stunden. Back war 1960 schwedischer Meister über 10.000 Meter und gewann von 1961 bis 1965 gewann er vier Meistertitel über 20 Kilometer.